# Chandler (Arizona)
Chandler è una città degli Stati Uniti d'America, nella Contea di Maricopa dello Stato dell'Arizona.
Si trova all'interno dell'area metropolitana della città di Phoenix. Al 2018 possedeva una popolazione di 257 165 abitanti.